# Vento (famiglia)
I Vento furono una famiglia nobile genovese, dedita alla navigazione e al commercio e attivamente impegnata nelle vicende politiche della Repubblica di Genova tra il XII e il XIII secolo. Dal XIV secolo, venuta meno l'importanza della famiglia a Genova, un ramo di essa si trasferì in Sicilia, esercitando cariche pubbliche a Erice e Trapani tra XV e XVII secolo.. 

## Storia

### Le origini
I Vento, originari probabilmente della zona di Voltri, hanno rappresentato una delle realtà familiari più durature nel panorama politico del medioevo genovese, impegnata nella politica cittadina nel primo periodo della repubblica e protagonista delle lotte tra fazioni che funestarono la città sul finire del XII secolo, che la videro opporsi in una sanguinosa faida con la famiglia Grillo. Diversi esponenti della famiglia ricoprirono importanti incarichi nel governo della Repubblica di Genova tra il XII e il XIII secolo.
I Vento, al pari di altre influenti famiglie cittadine, avevano il loro insediamento nell'attuale piazza San Giorgio, allora centro della città medioevale racchiusa dalla cinta muraria di età carolingia, dove era una torre di loro proprietà, sopravvissuta fino alla seconda metà dell'Ottocento e oggi ricordata da una lapide nel luogo dove sorgeva.
Sono ricordati anche per aver fondato nel borgo di Vesima, intorno al 1160, il complesso monastico di San Pietro in Vesima, con annesso un ospitale per viandanti e pellegrini. La famiglia, che fece della chiesa di San Pietro la sua cappella sepolcrale, vi mantenne legami per tutto il XIII secolo. Il fondatore, Ogerio Vento, nel suo testamento del 1162 dispose il lascito al monastero di alcune terre tra Voltri e Arenzano Nel 1260 il complesso religioso fu riedificato per volontà di Alda Vento, figlia di Antonio e vedova di Emanuele Doria, come attestato da una lapide nella chiesa.
Complessivamente esponenti della famiglia Vento ricoprirono per diciassette volte l'incarico di console e due di console de' placiti. La famiglia perse d'importanza a partire dal XIV secolo e il ramo genovese nel 1528 entrò a far parte dell'albergo Cattaneo.

### Il ramo siciliano
Fin dall'inizio del XII secolo si erano create, rafforzandosi nel tempo, relazioni commerciali tra la Repubblica di Genova e il Regno di Sicilia, sancite da diverse concessioni da parte di Ruggero II ai mercanti genovesi, che ottennero l'esenzione dai dazi e l'esclusione dei mercanti francesi dall'isola, scalo obbligatorio verso la Terra santa. Gli accordi vennero confermati nel 1156 dal re normanno Guglielmo I a Guglielmo Vento e Ansaldo Doria, che li sottoscrissero sfidando la contrarietà del Barbarossa. I Vento, insieme ad altre importanti famiglie del patriziato genovese, furono tra i più attivi nella gestione di questi scambi commerciali.
Un secolo più tardi, ai tempi di re Federico II d'Aragona, un Riccardo Vento da Genova si trasferì in Sicilia, dove, stando a quanto riferisce Filadelfo Mugnos, per i suoi meriti militari ricevette da Pietro II di Sicilia la castellania di Monte San Giuliano ove stabilì la sua famiglia; in questa città e nella vicina Trapani i suoi discendenti esercitarono ripetutamente le cariche di senatori, capitani di giustizia e giurati ed ottennero vari titoli nobiliari minori; imparentandosi con la locale famiglia Reda acquisirono il titolo di "baroni della salina di Reda". Le loro notizie datano a tutto il XVII secolo.

## Arma
Scaccato d'argento e di rosso di sedici pezzi
In origine lo stemma di famiglia rappresentava nello scudo il vento che soffia contro le nubi e il motto: Se spira, spariranno.

## Personalità
Tra le personalità più influenti della famiglia emergono le figure dei fratelli Guglielmo e Ogerio Vento, entrambi più volte consoli nella seconda metà del XII secolo. Un altro Guglielmo Vento fu signore di Mentone nel XIII secolo.
- Simone Vento fu ambasciatore della repubblica di Genova presso il re Filippo I di Francia nell'anno 1100[2]
- Ogerio Vento, otto volte console tra il 1143 e il 1193, fu attivo anche come comandante della flotta genovese nella lotta contro i pirati.[20]
- Guglielmo Vento, sette volte console tra il 1144 e il 1189, nel 1190 è attestato come uno dei castellani del castello di Gavi che affiancavano per conto della Repubblica di Genova il castellano imperiale Sigefredo[21] (l'anno seguente, l'imperatore Enrico VI avrebbe donato la cittadina di Gavi alla repubblica di Genova)
- Simone Vento, console nel 1190 e nel 1193, nel 1177 aveva ottenuto dal conte di Ventimiglia il feudo di Roccabruna[2][22]; durante il suo consolato, a lui a al suo collega Marino di Rodoano venne affidato dai re Filippo II di Francia e Riccardo I d'Inghilterra l'incarico di condurre ad Acri una flotta di 80 galee con le truppe e i cavalieri diretti in Terra santa per prendere parte alla terza crociata.[20]
- Tommaso Vento fu console nel 1194, durante il convulso periodo di lotte tra fazioni che avrebbero portato l'anno seguente a nominare a capo del comune un podestà straniero[23] e nel 1223 fu uno degli "Otto Nobili" che affiancavano il podestà con il compito di gestire l'amministrazione finanziaria del comune.[6]
- Un altro Guglielmo Vento nel 1262 si vide riconosciuta da Carlo I d'Angiò, con la convenzione di Aix, la signoria di Mentone.[24][25] Lo stesso Guglielmo nello stesso anno è indicato anche come consignore di Roccabruna[2][22]
- Emanuele Vento nel 1346 cedette definitivamente per 16.000 fiorini la signoria su Mentone a Carlo Grimaldi, signore di Monaco, che l'incorporò nel suo principato.[2][24]

Altri membri della famiglia si distinsero come comandanti navali e ambasciatori: il Canale cita Pietro Vento, incaricato nel 1170 di trattare la pace con i Pisani, Ottone Vento, ammiraglio durante la guerra contro i Veneziani nel 1262 e Ugone Vento, ammiraglio del re di Spagna nel 1264. Un Pietro Vento è citato come podestà di Milano nel 1232.